# Provigo
Provigo est une entreprise d'origine québécoise fondée en 1969 et spécialisée dans les produits alimentaires, qui exploite une chaîne de magasins au détail et d'entrepôts de distribution.
Elle est une division de Loblaw Companies Limited, le plus grand distributeur en alimentation au Canada. Le siège social de Provigo est situé à Brampton, en Ontario.

## Description
L'entreprise exploite des magasins dits corporatifs, c'est-à-dire détenus par l'entreprise, alors que des franchisés exploitent des magasins pour leur compte. Ces propriétaires indépendants ont recours aux différents services offerts par l'entreprise, tout en profitant de sa publicité uniformisée sur l'ensemble du territoire desservi.
Les principaux produits commercialisés sont alimentaires : fruits et légumes, viandes, fromages, produits laitiers, pâtisseries, etc. Elle est dite intégrée dans le sens qu'elle achète, entrepose, distribue, et vend au détail les produits qu'elle commercialise. L'ensemble de ces commerces emploie environ 30 000 personnes en 2002. Directement, par le biais de franchises ou de magasins affiliés, la société mère de Provigo exploite au Québec différents types de commerces sous différentes bannières :
- supermarché : Provigo, Provigo Le Marché, Maxi et Maxi & Cie ;
- magasin à surface moyenne : Alim Plus, l'Intermarché et L'Économe ;
- dépanneur : AXEP, Atout-Prix et Proprio ;
- entrepôt pour magasins : Les Entrepôts Presto Entrepôt Provigo.

## Historique

### Entreprise indépendante (1969–1998)

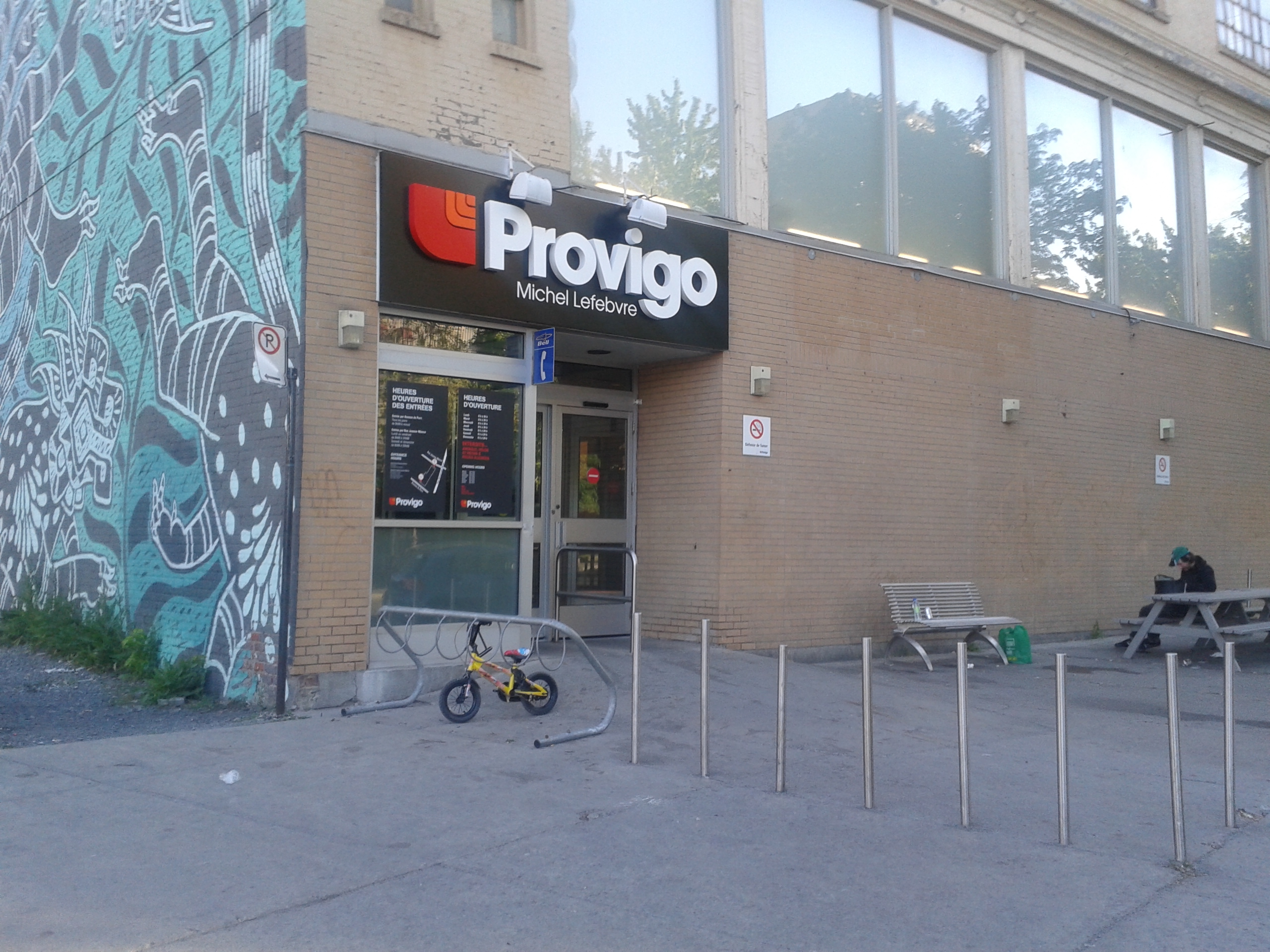
L'arrière du magasin Provigo du 3421, avenue du Parc, au coin de Sherbrooke.

En mai 1969, en réponse à la compétition canadienne et américaine, quatre grossistes québécois décident de fusionner leurs activités dans le but de profiter des économies d'échelle et d'établir des services de gestion de grande envergure. Les fondateurs sont René Prévost, Jean-Louis Lamontagne, J.-Arthur Tremblay et Antoine Turmel. La compagnie Couvrette & Provost Ltée fusionne avec Denault Ltée ainsi que Lamontagne Ltée pour former la nouvelle compagnie Couvrette & Provost Ltée. Le 9 septembre 1970, La compagnie change de nom pour être connu sous celui de Provigo inc. L'un des fondateurs, Antoine Turmel, sera le premier président-directeur général. Provigo a lancé dans les années 1970 la chaîne  de supermarchés Provigain. En 1980, la bannière Provigain est remplacée par le nom de la compagnie. En 1975, Provigo achète la chaine Jato de la région de Québec. En 1981, elle achète les succursales québécoises de Dominion pour les transformer en Provigo.

Logo corporatif

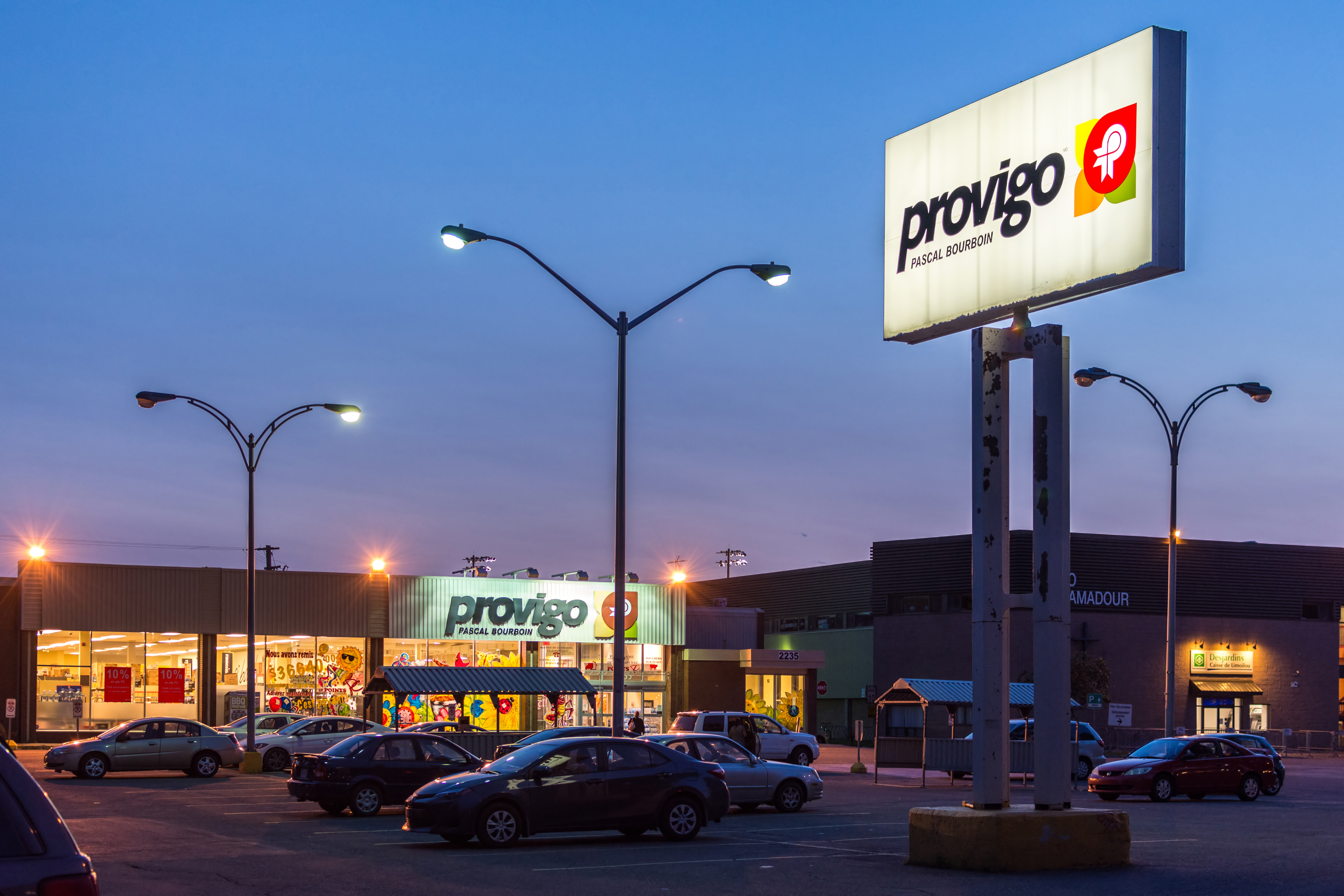
Un Provigo dans le Vieux-Limoilou à Québec.

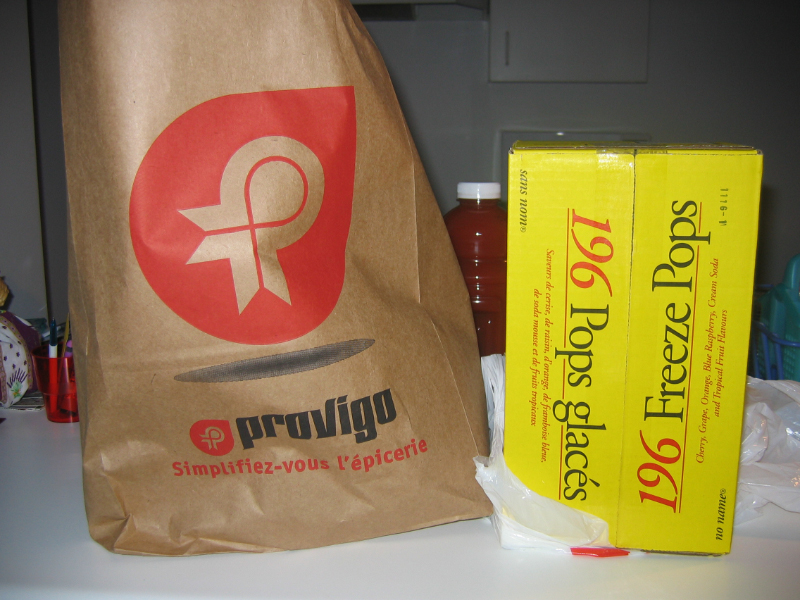
Sac en papier arborant l'ancien logo de la chaîne en 2004.

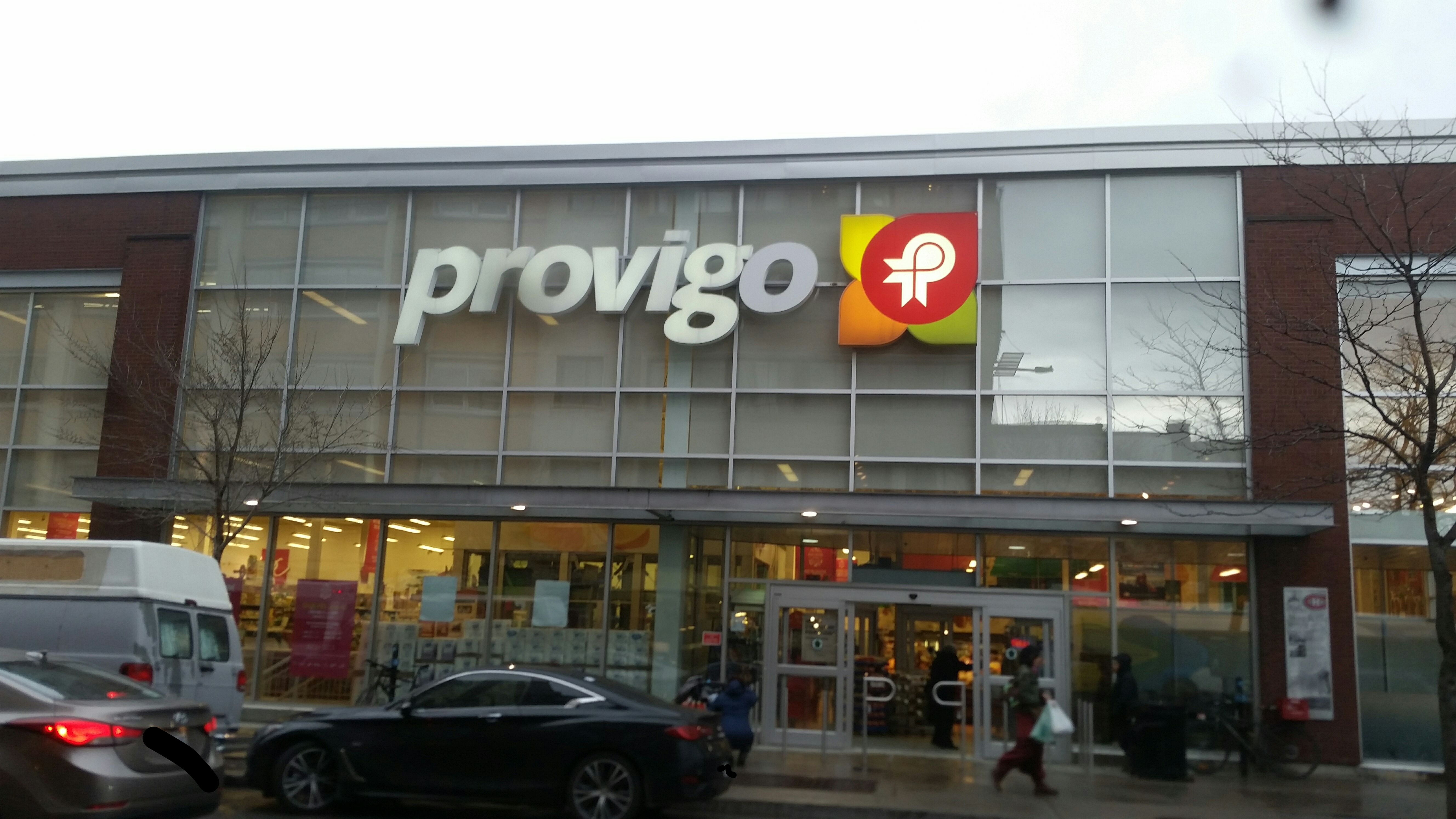
Un Provigo au coin de l'avenue Mont-Royal et de la rue Saint-Urbain, dans l'arrondissement Le Plateau-Mont-Royal à Montréal (anciennement l'aréna de Mont-Royal).

Après plusieurs années de croissance, le plus important investisseur institutionnel, la CDPQ (l'un des bras financiers du gouvernement du Québec) décide de prendre une participation de contrôle dans Provigo et de nommer Pierre Lortie à sa tête, tout en écartant Pierre Lessard, le dauphin présumé. Ce dernier devient président d'Aetna avant de devenir le président et directeur-général de Metro Inc., un important compétiteur de Provigo.

#### Difficultés financières (années 1980)
Pour diverses raisons, Provigo connaît des difficultés financières pendant les années 1980, entre autres parce qu'elle fait l'objet de visées politiques. La CDPQ cèdera le contrôle de Provigo à Unigesco, un holding mené par Bertin Nadeau. Ce dernier tente d'en faire la pierre angulaire de son empire financier, mais en vain.
Le 17 mars 1986, la Soquia (une autre société d'État) cède 6,8 % de ses actions dans Provigo à Unigesco pour 48,4 millions de dollars.
Toujours pendant les mêmes années, Provigo mène une bataille commerciale féroce aux magasins Steinberg pour maintenir sa part de marché au Québec. Après cette victoire à la Pyrrhus, elle tente de se refaire une santé financière. En juillet 1989, Bertin Nadeau déclare être intéressé à racheter n'importe quel magasin Steinberg si l'enseigne devait être démantelée ou franchisée.

#### Fin de la stratégie de diversification (1989–1994)
En octobre 1989, Bertin Nadeau et la direction de Provigo annonce un recentrage sur l'alimentation avec la mise en vente de Distribution aux consommateurs, Medis (distribution de produits pharmaceutiques) et de Sports Experts. Cette décision marque la fin de la stratégie de diversification engagée en 1985 par Pierre Lortie et Bertin Nadeau. La vente des filiales se fait en plusieurs étapes :
- Medis est cédée en janvier 1990 à la société américaine McKesson pour 95 millions de dollars[8] ;
- le mois suivant une entente est signée avec International Semi Tech Microsystems et l'entreprise malaysienne Berjaya pour la vente de Distribution aux consommateurs pour 165 millions de dollars[9]. La vente échoue en mai 1990 lorsque Semi-Tech se retire et attaque Provigo en justice, accusant l'entreprise d'avoir dissimulé des informations sur la santé financière de l'entreprise[10] ;
- la vente de Distribution aux consommateurs est finalement conclue en avril 1991 lorsque le groupe canado-belge Ackermans & van Haaren achète DAC pour 190 millions de dollars[11] ;
- la vente de Sports Experts se déroule plusieurs années plus tard : Provigo signe le 24 décembre 1993 une entente avec le Groupe Forzani pour la cession de Sports Experts le 29 janvier 1994 pour une valeur estimée à 25 millions de dollars[12].

#### Expansion et rénovation du parc de magasins (1995–1998)
En mai 1995, Provigo dévoile un plan d'investissement de 250 millions de dollars pour moderniser ses magasins. Le programme prévoit des travaux dans 140 supermarchés, la création de 30 nouveaux points de vente et la disparition de l'enseigne Héritage, remplacée par Maxi. En 1996, le groupe lance l'enseigne Maxi & Cie de magasins plus grands proposant un assortiment plus large dans les produits non alimentaires. Trois magasins sont ouverts dans la région de Toronto. Ce développement fait partie d'une stratégie ambitieuse pour atteindre 20 % de parts de marché en Ontario, alors que les résultats de Provigo s'améliorent largement à partir du milieu des années 1990.
Quelques mois avant le rachat par Loblaws, Provigo rationalise ses marques maisons en abandonnant les marques Génération Zel et Expérience et lance un autre programme de rénovation de magasins de 85 millions de dollars sur deux ans.

### Filiale de Loblaws (depuis 1998)
La chaîne, redevenue financièrement saine et comportant 348 magasins, est vendue à Loblaw en 1998 pour 1,78 milliard de dollars,, mettant fin à plusieurs décennies de contrôle québécois. Bien qu'elle exploite des magasins Loblaws au Québec, Loblaw maintient les marques de commerce des bannières Provigo, Maxi, Maxi & Cie, L'Intermarché et AXEP dans le marché québécois.
À la suite du rachat par Loblaw, tous les magasins Provigo, Maxi et Loeb en dehors du Québec sont convertis à l'enseigne Loblaws. Les produits Le Choix du Président sont également offerts dans les magasins Provigo et Maxi en remplacement de leurs anciennes marques maison.
Après avoir déménagé son siège social plusieurs fois dans les années 1990 (d'abord au 800 René-Lévesque puis quelques années au 1250 René-Lévesque et enfin à la Maison IST sur le Boulevard Crémazie), Provigo engage en novembre 2000 la construction d'un siège social à Saint-Laurent (Montréal) pour regrouper ses 1 200 employés sur le même site.
Dans les années 2000, Provigo perd des parts de marchés et est reléguée à la troisième place au Québec, derrière IGA et Metro. Le nombre de magasins, de 162 au moment du rachat par Loblaw, est ramené à 91 une décennie plus tard. L'entreprise suspend les ouvertures de magasin en 2007 et ne les reprend qu'en 2013.
À partir de 2008, le style du logo Provigo (mais pas le nom même de Provigo ou le « P » du logo) sont aussi utilisés pour la chaine SaveEasy dans les provinces maritimes. Néanmoins, Provigo et SaveEasy sont encore considérées comme étant des chaînes différentes.

#### Rationalisation des enseignes (2013–2018)
En juillet 2013, Provigo présente son nouveau concept Provigo Le Marché en utilisant le « L » stylisé de Loblaws. Le premier magasin ouvre ses portes à Sherbrooke au Québec. Ce concept remplacera progressivement les bannières Loblaws avec rénovation. C'est la première ouverture de magasin depuis 2007.
En novembre 2015, la bannière Provigo remplace les trois magasins Loblaws situés à Montréal sans rénovation, avec une autre conversion en décembre dans l'arrondissement Verdun. Le 28 janvier 2016, le premier Provigo en dehors de Montréal, anciennement Loblaws, est inauguré à Delson. Le dernier Provigo destiné à remplacer un magasin Loblaws remplace celui de Saint-Hyacinthe en mars 2016.
En 2017, un petit Provigo Le Marché ouvre ses portes près du Centre Bell.
Depuis 2018, Loblaw élimine la partie de Le Marché sur le nom Provigo dans les circulaires, le site web, et sur les marques de Loblaw. Aussi, Loblaw rénove les trois magasins Provigo à Montréal avec une ouverture d'un nouveau magasin Provigo à Victoriaville sans le nom Le Marché.

### Identité corporative

#### Logotype de l'enseigne

Logo avant 2005.
Logo de 2005 à 2015.
Logo depuis 2015.